# Санкции в связи со вторжением России на Украину (16 пакет)
Шестнадцатый пакет санкций в связи со вторжением России на Украину был принят с 24 февраля по 13 мая 2025 года за вторжение на Украину.

## Хронология

### 24 февраля 2025 года
ЕС утвердил 16-й пакет санкций и экономических ограничений в отношении России. Он включает в себя:
- санкции против 48 физических лиц и 35 организаций, «ответственных за действия, подрывающие или угрожающие территориальной целостности, суверенитету и независимости Украины». В их числе: председатель совета директоров компании «Мечел» Игорь Зюзин; владелец АФК «Система» Владимир Евтушенков; гендиректор «Интер РАО» Сергей Дрегваль; гендиректор «Алмаз-Антея» Ян Новиков; бизнесмен Альберт Авдолян; топ-менеджер Василий Бровко (муж медиаменеджера Тины Канделаки); владелец холдинга «Ленинец» Анатолий Турчак (отец политика Андрея Турчака); гендиректор «Ленинца» Борис Турчак (сын Анатолия Турчака); бизнесмен Владимир Колбин (СМИ называли его сыном друга детства Владимира Путина); пропагандист и пиар-менеджер Кристина Потупчик; шахматист Сергей Карякин; юморист Михаил Галустян и гимнаст Никита Нагорный[1]
- санкции против 13 региональных российских банков, которые «считаются важными для российской финансовой и банковской систем». Речь идет об отключении этих финансовых организаций от системы SWIFT. Среди них «Уралсиб», «Ак барс», «Точка банк» и банк «Синара»[1]
- расширение санкционного списка на 74 позиции судов «теневого флота» (всего список состоит из 153 позиций судов)[1][2]
- санкции против 53 организаций, которые напрямую поддерживают российский ВПК в контексте войны России против Украины. Они будут подвергаться более жестким экспортным ограничениям в отношении товаров и технологий двойного назначения. Треть этих предприятий являются российскими, а остальные находятся в третьих странах (Китай, Индия, Казахстан, Сингапур, Турция, Объединённые Арабские Эмираты и Узбекистан)[1]
- отзыв лицензии на вещание: EADaily, Lenta, NewsFront, RuBaltic, SouthFront, «Фонд стратегической культуры» и «Красная Звезда».[1][2]
- запрет на импорт первичного алюминия из РФ[1][2]
- запрет на оказание строительных услуг, включая гражданское проектирование
- дополнительные ограничения на экспорт товаров и технологий (ПО, которое связано с разведкой месторождений нефти и газа)[1]
- запрет европейскому бизнесу осуществлять транзакции с несколькими российскими портами и аэропортами и на экспорт в РФ самолётов и авиационных технологий
- расширение запрета на полеты авиаперевозчиков, выполняющих внутренние рейсы и экспортирующих самолёты[1]
- усиление запрета на перевозку грузов автомобильным транспортом по территории стран ЕС, в том числе транзитом[1]
- ограничения на продажу игровых консолей, джойстиков и авиасимуляторов, которые могут быть использованы в качестве контроллеров для дронов[3]
- запрет для кредитных и финансовых организаций за пределами РФ на транзакции с использованием Системы передачи финансовых сообщений Центробанка РФ. Евросовет называет её специализированной службой, разработанной для нейтрализации эффекта санкций[1]
- запрет на хранение нефти и нефтепродуктов из РФ на территории ЕС[1][4]
- расширение списка ограничений на химическую продукцию и программное обеспечение[1]
- запрет на экспорт в Россию соединений хрома и химических прекурсоров для хлорпикрина[5], «других средств борьбы с протестами» и полицейских средств для разгона митингов[6].

Великобритания расширила санкционный список на 107 позиций:
- введены ограничения на ещё 40 судов «теневого флота», перевозящих российскую нефть[1]
- под санкции попали производители и поставщики станков, электроники и товаров двойного назначения, включая микропроцессоры, используемые в системах вооружения (в том числе в третьих странах — Центральной Азии, Турции, Таиланде, Индии и Китае)[1]
- введены санкции против 14 «новых клептократов», некоторые из которых возглавляют стратегические секторы российской экономик. Среди них: собственник «Новапорта», «один из самых богатых людей в России» Роман Троценко и его сын Глеб, бизнесмены Эдуард Худайнатов, Мишель Литвак, владелец S7 Владислав Филёв, банкир Игорь Ким, сенатор Арсен Каноков, а также гендиректор телеканала «Царьград» Наталия Тюрина[1]
- запрещён въезд в с страну всем российским федеральным министрам, высокопоставленным чиновникам федеральных и региональных ведомств, а также руководству и топ-менеджерам крупных финансовых, энергетических и медиакомпаний[7].

Австралия ввела санкции в отношении 70 граждан РФ и 79 российских компаний. Ограничения коснулись физических и юридических лиц, причастных к углублению военного сотрудничества между Россией и КНДР, в отношении «лиц, поддерживающих незаконные администрации России на востоке Украины и в Крыму», а также в отношении «ответственных за сексуализированное насилие, связанное с конфликтом, и принудительную депортацию украинских детей».
Новая Зеландия ввела санкции против 52 физических и юридических лиц, связанных с военно-промышленным комплексом России, «его энергетическим сектором, поддержкой Северной Кореей военных усилий России и принудительным переселением или перевоспитанием украинских детей».
Канада ввела санкции против:
- 33 физических и 44 юридических лиц. Среди них: телеведущий Владимир Познер, гендиректор АНО «Диалог» Владимир Табак, президент Федерации лыжных гонок России Елена Вяльбе, владелец «Русской медной компании» Игорь Алтушкин, министр энергетики Сергей Цивилев и его жена Анна Цивилева, которую называют племянницей Владимира Путина, фонд имени Ахмата Кадырова, АНО «Диалог», «Институт развития интернета», международный детский центр «Артек», «Русская медная компания», Воздушно-космические силы РФ и российские войска радиационной, химической и биологической защиты
- 109 танкеров российского «теневого флота»
- ряда китайских, иранских и кипрских компаний.

### 27 февраля 2025 года
США продлили ещё на один год действие ряда санкций, введенных против России за её «действия и политику» в отношении Украины.

### 28 февраля 2025 года
ЕС продлил до 6 марта 2026 года санкции, направленные против определённых лиц, организаций и органов с учётом ситуации на Украине.
Латвия запретила своим гражданам туристические поездки в Россию и Беларусь.

### 2 марта 2025 года
Канада ввела санкции против 10 физических и 21 юридических лиц, включая парамилитарные организации и их лидеров, чтобы помочь противостоять использованию Россией сторонних организаций и стран для продвижения своих политических и военных целей в Украине.

### 5 марта 2025 года
США ввели санкции против:
- 7 высокопоставленных членов йеменского движения хуситов, которые контрабандой переправляли военные предметы и системы вооружения в районы Йемена, контролируемые хуситами, и вели переговоры о покупке оружия у России
- Абдулвали Абду Хасана Аль-Джабри и его компании Al-Jabri General Trading and Investment Company за вербовку йеменцев для участия в боевых действиях на Украине от имени России и сбор денег для поддержки военных операций хуситов.

### 12 марта 2025 года
Греция отказалось продлить аккредитацию шеф-корреспонденту «РИА Новости» Геннадию Мельнику, в с чем был закрыт корреспондентский пункт «РИА Новости» в Греции.

### 13 марта 2025 года
США не стали продлевать 60-дневное исключение, введенное администрацией Джо Байдена в январе 2025 года, которое позволяло продолжать совершать определённые операцие с участием российских подсанкционных банков в энергетической сфере. В частности, под ограничения попали Внешэкономбанк, банк «Открытие», Совкомбанк, Сбербанк, банк ВТБ, Альфа-Банк, Центральный банк России и др.

### 14 марта 2025 года
ЕС продлил санкции против физических и юридических лиц до 15 сентября 2025 года.
Эстония ввела национальные санкции против 4 граждан России, которых исключили из санкционного списка ЕС по настоянию Венгрии.

### 17 марта 2025 года
Новая Зеландия продлила санкции до 17 марта 2028 года.

### 18 марта 2025 года
Албания, Босния и Герцеговина, Исландия, Лихтенштейн, Норвегия, Северная Македония, Украина и Черногория присоединились к санкциям ЕС от 24 февраля 2025 года и продлению санкций ЕС от 18 февраля 2025 года, введённых за признание, оккупацию или аннексию Российской Федерацией определённых неподконтрольных правительству территорий Украины. Молдова присоединилась к санкциям против 48 человек и 35 организаций от 24 февраля 2025 года и продлению санкций от 18 февраля 2025 года. Грузия и Молдова присоединилась к ограничениям в части санкций за незаконную аннексию и оккупацию территорий Украины.

### 19 марта 2025 года
Албания, Босния и Герцеговина, Исландия, Лихтенштейн, Молдова, Норвегия, Северная Македония, Сербия, Украина и Черногория присоединились к продлению санкций, направленных против определённых лиц, организаций и органов с учётом ситуации на Украине, от 28 февраля 2025 года.

### 20 марта 2025 года
Польша ввела санкции против белорусской компании «МетаТрейдингПром».

### 27 марта 2025 года
ЕС ввел ограничительные меры ещё к 25 физическим и 7 юридическим лицам из Беларуси, ответственных за подрыв демократии и верховенства закона в стране и содействующих внутренним репрессиям, нарушениям прав человека и военному сотрудничеству с Россией в поддержку войны против Украины. Среди них:
- Центральная избирательная комиссия (ЦИК) Беларуси, её заместитель председателя, секретарь и члены
- Олег Романов, председатель крупнейшей политической партии, имеющей большинство мест в белорусском парламенте
- 9 судей, которые вынесли политически мотивированные приговоры, тем самым участвуя в подавлении гражданского общества и демократической оппозиции
- руководство Управления делами президента — белорусского государственного органа, подчиненного непосредственно Александру Лукашенко
- компании и бизнесмены, поддерживающих режим Лукашенко и получающих от него выгоду, такие как ООО «Ридотто», специализирующееся на онлайн-гемблинге, и его основной акционер Дмитрий Шведка; «Белорусские лотереи», управляющие лотерейным бизнесом в Беларуси, и их директор Николай Денисенко
- компании, работающие в военно-промышленном комплексе Беларуси, и их топ-менеджеры: ОАО «Планар» и его генеральный директор Сергей Аваков, Завод точной электромеханики и его директор Юрий Чёрный, а также ОАО «Интеграл»
- ООО «Цыбулька-Бел», агрофирмы, которая использовала труд заключенных в нарушение прав человека.

### 1 апреля 2025 года
Великобритания потребовали обязательной регистрации от всех, кто на её территории работает на российское государство. За невыполнение требований для работающих на РФ в Великобритании грозит тюрьма.

### 2 апреля 2025 года
США ввели санкции против: Юрия Белякова; Вячеслава Виданова; Сохраба Гайрата; Ушанга Гайрата; ООО «Эдисон»; ООО «Колибри Групп»; ООО «Скай Фрейм»; AM Asia M6 Ltd (Гонконг); балкера под флагом России AM Theseus. Все они связаны с кражей зерна со временно оккупированных территорий Украины и его поставками в Йемен.
Великобритания ввела санкции против ряда лиц и организаций. Среди них:
- некоммерческая организация содействия развитию международного сотрудничества «Евразия» и её руководитель Нелли Парутенко
- представители молдавской партии «Возрождение» — Наталья Параска и депутат парламента Марина Таубер, которых в Лондоне считают лицами, действующими в интересах пророссийского олигарха-беглеца Илана Шора
- члены Высшего совета правосудия Грузии Леван Мурусидзе и Михаил Чинчаладзе
- 7 граждан Гватемалы.

Чехия внесла в санкционный список гражданку Республики Беларусь Наталью Судленкову и офицера российской военной разведки (ГРУ) Алексея Шаврова.

### 3 апреля 2025 года
Латвия продлила запрет на ввоз сельхозпродукции из России и Беларуси до 1 июля 2026 года.

### 4 апреля 2025 года
Албания, Босния и Герцеговина, Исландия, Лихтенштейн, Молдова, Норвегия, Северная Македония, Украина и Черногория присоеденились к продлению санкций ЕС от 14 марта 2025 года против физических и юридических лиц до 15 сентября 2025 года.

### 7 апреля 2025 года
ЕС прекратил вещание всех российских СМИ, попавших под санкции от 24 февраля 2025 года.

### 10 апреля 2025 года
США продлили на год общенациональный режим чрезвычайного положения в связи с «вредоносной деятельностью» российских властей за рубежом. Это подразумевает продление на год ряда введённых в отношении России санкций, а также вторичных ограничений в отношении иностранных финансовых институтов, сотрудничающих с подсанкционными российскими субъектами.
Республика Корея ввела санкции против зарегистрированной в Гонконге судоходной фирмы Xiangrui Shipping Co. Ltd., ответственной за судно Sunrise 1, 2 китайских компаний — Sun Zhengzhe и Sun Feng, а также российского грузоотправителя — Consul DV и 2 граждан Китая, в связи с перевозкой северокорейской железной руды.

### 11 апреля 2025 года
Украина ввела санкции против 130 физических и 18 юридических лиц. Среди них:
- 18 медиа и 71 человек — как россияне, так и украинцы. В их числе — корреспондент телеканала «Россия 1» Александр Сладков, журналистка Арина Шарапова и музыкальный продюсер Юрий Бардаш, работавший с группами Quest Pistols, «Грибы» и певицей Луной
- 59 физических лиц, среди которых граждане РФ и Китая. Ограничения введены в рамках санкций против российского «теневого флота» и лиц, причастных к его функционированию.

Финляндия запретила покупать недвижимость гражданам стран, которые участвуют в агрессивной войне и могут представлять угрозу национальной безопасности страны. Речь идет о гражданах России. Запрет не распространяется на россиян, имеющих постоянный вид на жительство в Финляндии, а также на обладателей двойного гражданства — финского и российского. Минобороны Финляндии при этом будет проверять россиян с постоянным видом на жительство, которые хотят купить недвижимость; после проверки будет решаться вопрос о выдаче им разрешения на покупку жилья.

### 12 апреля 2025 года
Украина ввела санкции против экс-главы Нацбанка, первого вице-премьер-министра в правительстве Азарова Сергея Арбузова; экс-главы Администрации президента, первого вице-премьер-министра времен Януковича, Андрея Клюева; экс-владельца ТРЦ Gulliver, сети «Эльдорадо» и обанкротившегося банка «Михайловский» Виктора Полищука и бывшей акционерки IBOX банка, основательницы подсанкционной фирмы «Финансовая Компания Лео».

### 15 апреля 2025 года
Албания, Босния и Герцеговина, Исландия, Лихтенштейн, Норвегия, Северная Македония, Украина и Черногория присоединились к санкциям ЕС против Беларуси от 27 марта 2025 года.

### 17 апреля 2025 года
США на 1 год продлили запрет на заход связанных с Россией судов в порты страны.
Литва продлила национальные санкции против граждан России и Беларуси ещё на 1 год.

### 18 апреля 2025 года
Украина ввела санкции против:
- 20 российских деятелей культуры и спорта. В их числе: певец Ярослав Дронов, более известный под сценическим псевдонимом Shaman, Николай Расторгуев, солист группы «Любэ», Александр Розенбаум, Гарик Сукачев, Никита Джигурда, Роман Чумаков (Жиган), дрессировщик кошек Юрий Куклачев, ряд деятелей кино и исполнителей, в том числе танцоры Николай Цискаридзе и Сергей Полунин, режиссёр Егор Кончаловский, актёр Александр Панкратов-Черный
- 60 компаний, связанных с металлургической, химической, автомобильной отраслями РФ, а также с оборонным комплексом страны. Из них — 56 российских, 3 китайские и 1 белорусская
- 39 граждан России, связанных с подсанкционными компаниями.

### 22 апреля 2025 года
Швейцария присоединилась к ограничениям Европейского Союза в отношении 8 российских СМИ в рамках 16 пакета санкций.

### 24 апреля 2025 года
Великобритания ввела около 150 экспортных ограничений, в том числе на:
- контроллеры для игровых приставок, которые могут использоваться для управления беспилотниками
- технологии, используемые в оборонной и энергетической отраслях, включая программное обеспечение для поиска новых месторождений нефти и газа
- химикаты, электроника, оборудование и металлы, а также другие компоненты, которые могут использоваться в системах вооружений.

### 28 апреля 2025 года
Польша ввела санкции против компании «Torgservis PL», Сергея и Андрея Шнайдеров.

### 29 апреля 2025 года
Суд ЕС запретил вывозить наличные евро в Россию для оплаты медицинских процедур, таких как услуги дантиста и пластического хирурга.

### 1 мая 2025 года
Украина ввела санкции против:
- 36 компаний и 5 физических лиц, работающих в различных юрисдикциях: не только в российской, но обслуживающих именно российское военное производство
- 106 субъектов, которые своей деятельностью активно поддерживают присутствие российской армии в аннексированных Крыму, Донецкой и Луганской областей и занимаются поставками для российской армии
- 9 человек, из которых 7 имеют гражданство Украины, в том числе Алексея Арестовича.

### 9 мая 2025 года
Великобритания ввела санкции против 101 нефтяного танкера, входящего в «теневой флот», 5 физических лиц и 4 юрлиц — российской страховой компании «Согласие», гонконгских BX Energy и Nord Axis Ltd, а также норвежской Romarine AS.
Украина ввела санкции против 58 граждан России и 74 компаний (67 российских предприятий, преимущественно связанных с оборонно-промышленным комплексом, а также по три компании из Ирана и Узбекистана и одна — из Китая (Гонконг)).

### 12 мая 2025 года
Албания, Босния и Герцеговина, Исландия, Лихтенштейн, Северная Македония, Украина и Черногория присоеднились к санкциям ЕС от 7 апреля 2025 года.

### 13 мая 2025 года
ЕС усилил существующий режим санкций, что существенно повлияло на физических и юридических лиц, уже включенных в список ограничительных мер.